# 粟島（大阪屋ショップ前）駅
粟島（大阪屋ショップ前）駅（あわじま おおさかやショップまええき）は、富山県富山市粟島町3丁目にある、富山地方鉄道富山港線の駅である。駅番号はC31。

## 歴史
富山港線の富山ライトレールへの経営移管にあたっては、当初より複数の新駅を設置することが計画されていたが、2003年（平成15年）11月27日の富山市議会建設委員会における富山港線路面電車化検討委員会の中間報告においては富山市千代田町附近等に新駅を設置することが提案された。これによって事業計画は進められ、2005年（平成17年）2月18日に富山ライトレールは国土交通省より新駅設置の認可を受け、2006年（平成18年）4月29日の富山ライトレール富山港線の開業と共に当駅が新設された。当駅等を含む新駅の開業によりそれまで富山港線の駅間距離は平均888 mであったが、富山ライトレールへの移管開業後は546 mとなり、土居靖範はこれを「利用者が駅に一層アクセスしやすくなる」施策と評価している。
駅名については駅命名権（ネーミングライツ）の募集によって大阪屋ショップに有償譲渡され、粟島（大阪屋ショップ前）駅と命名された。括弧書きとされたのは富山県内の複数店舗を有する大阪屋ショップの名称のみを用いると混乱を招く可能性があるとされたための措置で、学識者や地元代表者から成る新電停名称選定委員会の検討を経て決定された。これにより大阪屋ショップに対しては命名権の販売価格を減額した。
富山ライトレールは駅名について当初「正式名称を粟島駅とし、粟島（大阪屋ショップ前）駅は利用者向けの名称として用いる」と発表していた。しかし開業初年度の『鉄道要覧』（2006年度版）の掲載路線図には括弧付きの「粟島（大阪屋ショップ前）駅」と記載され、実際には括弧付きの駅名表記が広く用いられている。
なお、当駅の駅名標では漢字表記を「粟島（大阪屋ショップ前）」としつつ、読み表記は「あわじま / Awajima」のみとするレイアウトとなっており、括弧付きでない表記が使われている事例の一つとなっている。

### 年表
- 2003年（平成15年）
  - 7月27日：富山市議会建設委員会における富山港線の路面電車化に係る報告において600m毎に新駅を設置する計画が発表される[2]。
  - 11月27日：富山市議会建設委員会における富山港線路面電車化検討委員会の中間報告において旅客の利便性向上のために富山市千代田町附近に新駅を設置することが提案される[3]。
- 2004年（平成16年）6月11日：富山市と富山ライトレールが4箇所に新駅を設置する方針を固める[2][14]。
- 2005年（平成17年）
  - 2月18日：国土交通省が富山ライトレールに対し新駅設置等を含む事業計画を認可する[4]。
  - 10月3日：富山ライトレールが越中中島駅 - 下奥井駅間に新設する駅等の命名権を1,500万円にて販売することを発表する[15]。
  - 12月2日：富山ライトレールが駅名を決定する[7][8]。
- 2006年（平成18年）4月29日：富山ライトレール富山港線の駅として開業する[5]。
- 2020年（令和2年）2月22日：富山ライトレールが富山地方鉄道に吸収合併されることに伴い、富山地方鉄道の駅となる[16][17]。

## 駅構造
相対式ホーム2面2線を有する地上駅である。交換可能駅であり、下り線が直線となっている。
ホームは低床ホームとなっており、旅客上屋等の設備が設けられている。富山ライトレール富山港線の各駅及び各停留場においては、各電停の旅客上屋壁面を「個性化壁」と称して駅周辺の文化や歴史を伝える意匠を施しているが、当駅においては宮田裕美詠がデザインを手がけ、富岩運河がモチーフとなったイメージグラフィックが掲出されている。当駅における個性化壁の協賛企業は、大阪屋ショップである。
当駅東側には大阪屋ショップ粟島店の駐車場が広がっているが、この駐車場は同店において所定の商品券を購入すればパークアンドライド駐車場として利用できる。

### のりば
| のりば | 路線      | 方向 | 行先       |
| ------ | --------- | ---- | ---------- |
| 1      | ■富山港線 | 下り | 岩瀬浜方面 |
| 2      | ■富山港線 | 上り | 富山駅方面 |

## 利用状況
近年の1日平均乗降人員は以下の通り。
| 年度   | 1日平均 乗降人員 |
| ------ | ---------------- |
| 2013年 | 310              |
| 2014年 | 251              |
| 2015年 | 273              |
| 2016年 | 225              |
| 2017年 | 272              |
| 2018年 | 340              |

## 駅周辺
- 大阪屋ショップ粟島店
- アルビス 奥田店
- 富山市立奥田北小学校
- 富山市立図書館奥田北分館
- あいの風とやま鉄道線 新富山口駅

## 隣の駅
富山地方鉄道
■富山港線
下奥井駅 (C30) - 粟島（大阪屋ショップ前）駅 (C31) - 越中中島駅 (C32)